# だらしないです 堀田先生!
『だらしないです 堀田先生！』（だらしないです ほったせんせい）は、なかだまおによる日本の漫画。『漫画アクション』（双葉社）にて、2022年7号（2022年3月15日発売）から連載中。
アルバイトの依頼主が自身の通う高校の教師だった高校生を描いた作品。
『漫画アクション』2022年11号にてコスプレイヤーのえなことコラボレートを行い、堀田姿のグラビアを掲載。

## あらすじ
栗林誠は家政夫のバイトを探していたが、学生であることがネックだったのか、なかなか依頼がなかった。ある日、依頼を受けることになった彼は書類に書かれた名前が自身が通う高校の教師と同名であることに気付く。緊張しつつも依頼先へ向かうと、案の定そこにいたのは、誠の通う高校で大人気の美人教師・堀田留美子だった。しかし、プライベートの堀田は普段とは別人だった。

## 登場人物
栗林誠（くりばやし まこと）
高校生。通っている高校の教師である堀田の家で「家政夫」のバイトをすることになる。兄がいる。
堀田留美子（ほった るみこ）
高校教師。全校のみならず他校からもファンがいるほどの美人だが、私生活はだらしなく、部屋が散らかり放題のズボラだった。栗林に本性を知られた後、12の約款で彼を家政夫を雇った。

## 書誌情報
- なかだまお『だらしないです 堀田先生！』双葉社〈アクションコミックス〉、既刊7巻（2025年7月24日時点）
  1. 2022年11月28日発売[4]、ISBN 978-4-575-85779-5
  2. 2023年5月26日発売[5]、ISBN 978-4-575-85846-4
  3. 2023年10月26日発売[6]、ISBN 978-4-575-85902-7
  4. 2024年3月28日発売[7]、ISBN 978-4-575-85949-2
  5. 2024年9月26日発売[8]、ISBN 978-4-575-86010-8
  6. 2025年2月27日発売[9]、ISBN 978-4-575-86060-3
  7. 2025年7月24日発売[10]、ISBN 978-4-575-86119-8